# Melitta seitzi
Melitta seitzi là một loài ong trong họ Melittidae. Loài này được Alfken miêu tả khoa học đầu tiên năm 1927.